# トグル機構
トグル機構は二つのリンクと一つのスライダーから構成されるリンク機構の一種であり、機械要素のひとつである。一般的なリンク機構の目的は多くの場合、機械の運動を一定のパターンに束縛するためのものであり、伝達要素として力を伝えるが、てこのように機構それ自体で力を変換するために使われるわけではない。トグル機構は倍力機構である点が特徴である。

## 原理

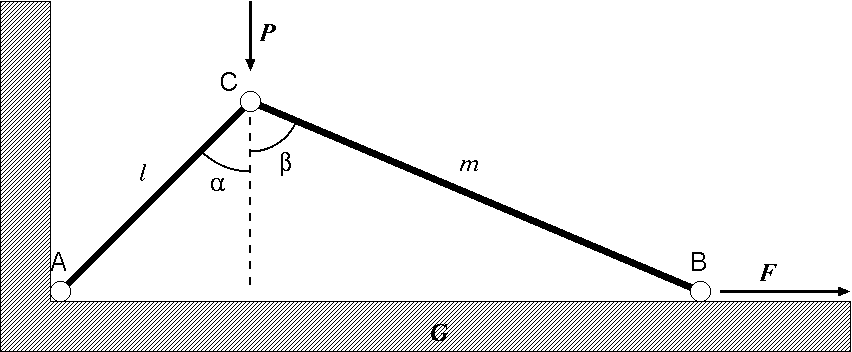
トグル機構の原理

右図で、関節Aは固定されており、Cは固定されていない。また、BはスライダーとしてGの表面上を左右に移動できる。節{\displaystyle l}は固定点Aに対して自由に回転し、節{\displaystyle l}と{\displaystyle m}はそれぞれ関節Cに対して自由に回転できる。Cに対し、ABに垂直な方向から力{\displaystyle {\boldsymbol {P}}}を作用させたときにBに働く水平方向の力を{\displaystyle {\boldsymbol {F}}}とすると、
{\displaystyle {\frac {\boldsymbol {F}}{\boldsymbol {P}}}={\frac {\sin \alpha \sin \beta }{\sin(\alpha +\beta )}}}
の関係がある。特に節{\displaystyle l,\,m}の長さが等しければ{\displaystyle \alpha =\beta }なので、
{\displaystyle {\frac {\boldsymbol {F}}{\boldsymbol {P}}}={\frac {1}{2}}\tan \alpha }
となる。(トグル機構の説明ではこちらの式が使われることが多い)。
どちらの式でも節{\displaystyle l,\,m}が一直線に近付く、すなわち{\displaystyle \alpha +\beta }が180°に近付くと{\displaystyle {\frac {\boldsymbol {F}}{\boldsymbol {P}}}}の値は急速に増大する。従って小さな入力{\displaystyle {\boldsymbol {P}}}から非常に大きな出力{\displaystyle {\boldsymbol {F}}}を得ることが出来る。
これはクランク機構において、クランク側を原動節、直線運動の側を従動節とした場合の、上死点付近における挙動と同じ物とも考えられる

。
ただし、必ずしもこのような構造でなくても、単にリンクを用いた倍力機構を「トグル機構」と呼ぶ場合もある
。

## 利用
トグル機構は、人力程度の入力でも非常に大きな出力が得られるため、手動式の印刷機やプレス機、締めつけ工具など、人力で駆動し、強い圧力を必要とする機械や工具に広く用いられている。

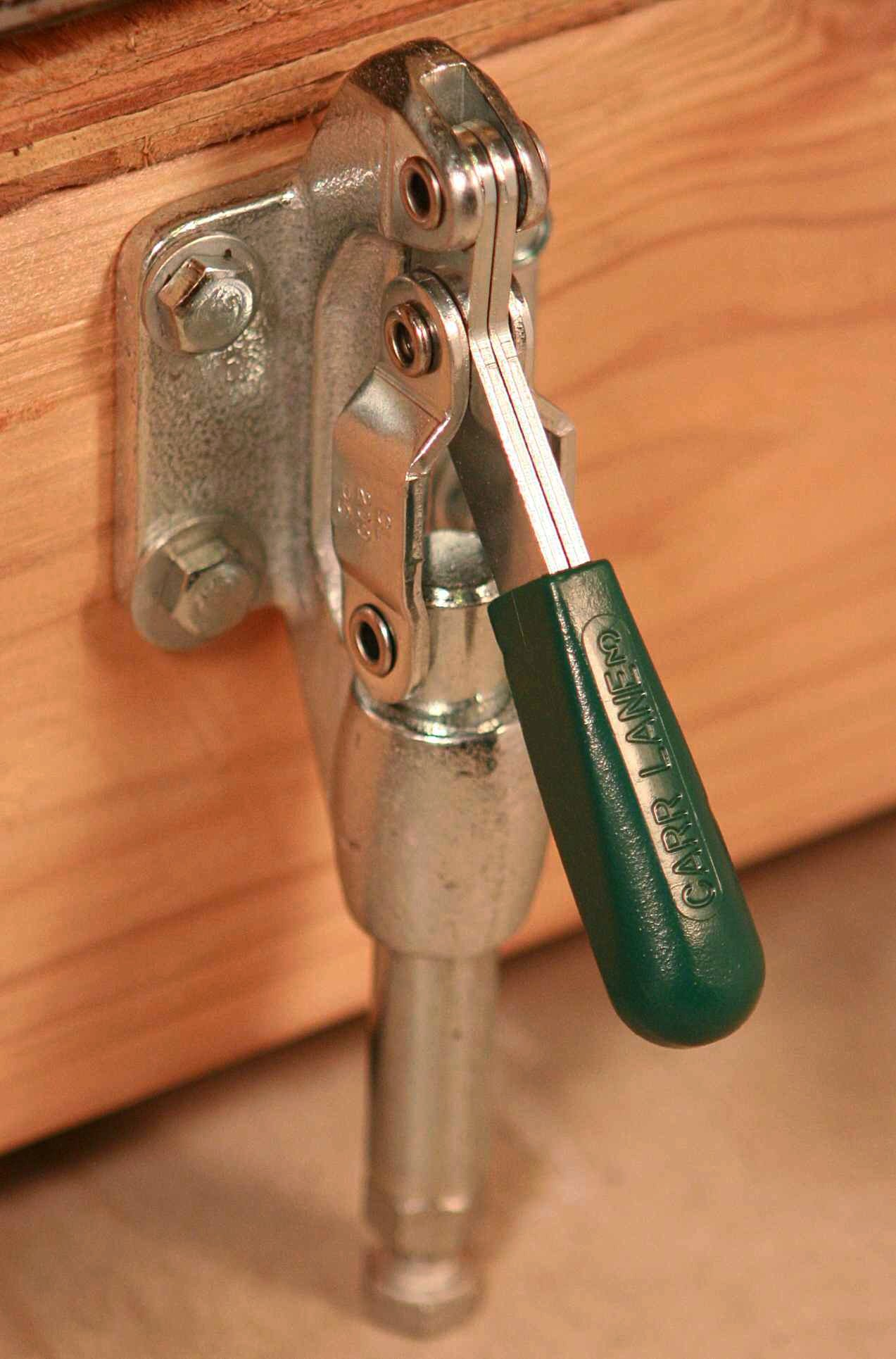
トグル機構を利用したクランプの例

右写真はトグル機構を用いた締め付け用クランプである。このようなクランプは各種の加工現場においてワーク（加工対象物）を固定する目的などによく用いられる。
ナックルプレスもトグル機構の応用の一つである。また大砲のネジ式閉鎖機を締めつけるための機構としても使われている
。
近年では、トグル機構を利用した建築用制震装置も実用化されている
。